# Abbaye Notre-Dame du Val
Vous lisez un « bon article » labellisé en 2008.
Pour les articles homonymes, voir Abbaye Notre-Dame.
L’abbaye Notre-Dame du Val est une ancienne abbaye cistercienne située sur le territoire des communes de Mériel et Villiers-Adam dans le Val-d’Oise, à trente kilomètres au nord de Paris.
Elle est la seconde plus ancienne fondation cistercienne d’Île-de-France, dès 1125, sept ans après Preuilly mais plus d’un siècle avant les abbayes voisines de Royaumont et de Maubuisson.
Devenue carrière de pierres et ruinée en 1822 puis en 1845, il en subsiste aujourd’hui plusieurs bâtiments dont un des plus beaux dortoirs monastiques médiévaux de France et une galerie du cloître.
L’abbaye du Val est classée monument historique depuis 1947 pour le bâtiment des moines, et depuis 1965 pour les autres corps de bâtiment. Le domaine d’une superficie de cent-vingt hectares à l’orée de la forêt de L’Isle-Adam constitue un site inscrit depuis 1950.

## Histoire

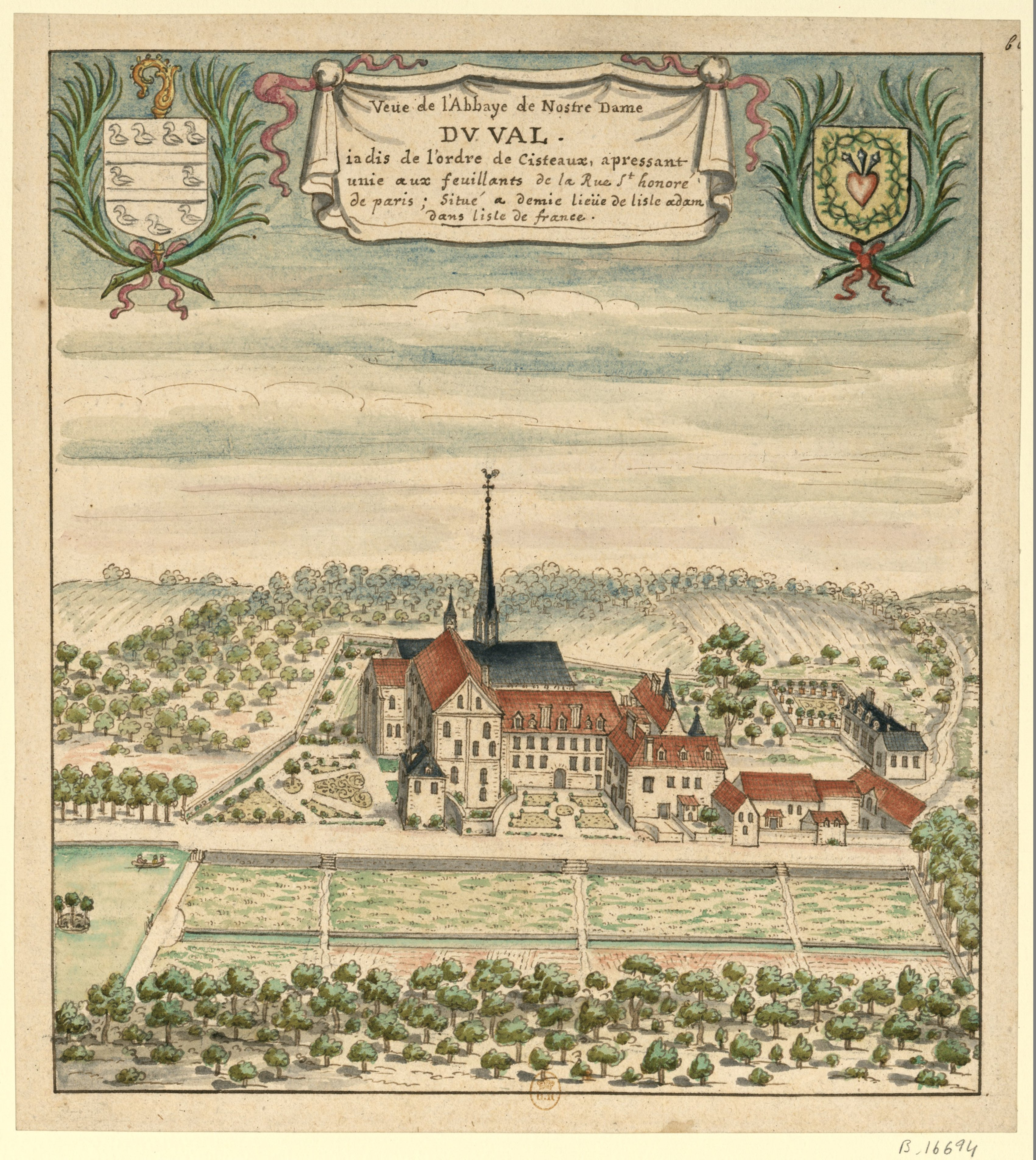
L’abbaye Notre-Dame du Val au début du XVIIIe siècle.

### Fondation
Des moines cisterciens en provenance de l’abbaye Notre-Dame de la Cour-Dieu, à Ingrannes près d’Orléans, s’installent dans un site boisé et isolé à l’orée de la forêt de L’Isle-Adam, le Vieux Moutier, à proximité du ru du Vieux Moutiers, petit affluent de l’Oise. Ils y fondent l’abbaye du Val en 1125, un siècle avant les abbayes royales voisines de Royaumont, fondée par saint Louis, et de Maubuisson, fondée par sa mère Blanche de Castille. Néanmoins la première installation est des plus simples, seulement constituée de quelques abris, probablement des simples cabanes. Ils défrichent alors la terre et assainissent les marécages environnants.

### Moyen Âge
En 1136, Ansel Ier de l’Isle, seigneur de L’Isle-Adam, donne une grande superficie de terres à l’abbaye, à proximité de leur installation initiale, dans un lieu nommé le Val Sainte-Marie, permettant ainsi sa fondation véritable, donation confirmée par le roi Louis VII dans un acte rédigé l’année suivante à Fontainebleau. En 1137, Thibaut, le premier abbé (1137-1158), arrive de la Cour-Dieu. Dès ce moment, les donations à la communauté de la part des seigneurs de la région affluent, provoquant une augmentation considérable du patrimoine foncier de l’abbaye. Ces donations sont constituées de terres, de bois, de vignes, de maisons, mais également de rentes en argent, de divers droits, puis d’une exemption de la gabelle.
En 1156, la cession d’une carrière par le seigneur de Méry, Dreux Buffé, lui-même devenu moine, est à l’origine d’un vaste programme de reconstruction. Au XIIe siècle et jusqu’au milieu du XIIIe siècle, l’abbaye connaît son apogée. Elle est sous la protection des rois de France ainsi que des seigneurs de L’Isle-Adam et de Montmorency. L’édifice sert d’ailleurs de lieu de sépulture à nombre de seigneurs de L’Isle-Adam. Plusieurs rois de France y séjournent lors de leurs déplacements à l’abbaye de Royaumont, Senlis ou Compiègne. Philippe VI de Valois séjourne à l’abbaye en 1333, puis en 1338 et 1344.
Charles V s’y trouve en 1366. Mais survient alors la guerre de Cent Ans qui ruine l’abbaye comme toute la région. Les moines reviennent et réparent les bâtiments laissés à l’abandon. Mais certains abbés ont une vie dissolue et les querelles divisent la communauté. En 1507, Claude de Dinteville est le dernier abbé régulier élu par ses frères. Le régime électif laisse alors la place en France à la commende.

### Le patrimoine foncier de l’abbaye
Le patrimoine foncier de l’abbaye du Val s’étendait pour l’essentiel sur la plaine de France, le Parisis et le Vexin français. Il représentait un peu plus de deux mille hectares concernant cinquante-deux paroisses en 1640. Les moines cisterciens sont à l’origine de nombreuses granges, initialement mises en valeur par les frères convers suivant le principe du faire-valoir direct.
Parmi les plus importantes, on peut citer en plaine de France, la grange des Noues à Goussainville, dont les terres sont données par un certain Réric, seigneur du lieu, donation confirmée en 1137 par le roi Louis VII ; et la grange de Fayel à Baillet-en-France, dont les premières donations remontent à 1160. La première a presque totalement disparu, la seconde est en ruine.
Dans le Parisis, le patrimoine comprenait la grange de Saint-Leu, essentiellement à vocation viticole, à Saint-Leu-la-Forêt, où les moines possèdent des pressoirs, la grange de Montmorency, également viticole, remontant au XIIe siècle, la grange de Montarcy à Méry-sur-Oise dont les donations remontent à 1137 et la grange de Valdampierre, à Noisy-sur-Oise, également viticole, dont la plus ancienne donation remonte à 1166. Seule cette grange subsiste, les autres ayant disparu. Un litige relatif au pacage des animaux y a d’ailleurs opposé les moines de l’abbaye du Val à ceux de l’abbaye de Royaumont.
Enfin dans le Vexin français, l’abbaye possédait la grange de Champignolle à Sérifontaine établie sur un terrain donné en 1127, essentiellement consacrée à l’élevage et possédant une chapelle vu l’éloignement (sa proximité de l’abbaye de Mortemer provoque également de nombreux litiges avec cette dernière), la grange de Pontavenne à Montherlant donnée probablement par Aneulphe de Senot en 1160, la grange de Beauvoir à Amblainville créée en 1158 grâce au don d’Arnulphe Mauclou de trois cents arpents de terre et la grange du Coudray à Berville (actuellement sur le territoire d’Hénonville), qui remonte à 1204. Toutes subsistent et sont encore des exploitations agricoles.
À la demande du roi, il est procédé au milieu du XVIIe siècle au bornage et à l’arpentage de la totalité des biens fonciers de l’abbaye. Cette opération commence le 5 octobre 1639 pour s’achever le 22 novembre 1644. L’ensemble représente environ deux mille hectares de terres. Mais au-delà de cet important patrimoine foncier, l’abbaye possédait par ailleurs de nombreux biens immobiliers, en particulier à Pontoise où elle dispose d’un fief très important au début du XIIe siècle. Ce choix s’explique par la nécessité pour les religieux de trouver refuge dans une ville fortifiée en cas de péril. L’ensemble est composé de plusieurs maisons, d’un hôtel à l’enseigne de La Corne, de caves et celliers sur plusieurs niveaux. Les caves permettent d’emmagasiner les produits, le plus souvent en nature, perçus par exemple pour le passage de l’Oise. Au début du XXIe siècle, deux rues portent encore les noms de « rue de la Corne » et de « rue Notre-Dame-du-Val ». L’accès aux celliers se situe au 11 de la rue de la Corne.
En plus des possessions foncières et immobilières, l’abbaye perçoit la dîme en de nombreux endroits, sous forme numéraire ou de grains, de sel, de poisson, en plus des droits et privilèges.

### La commende
Le premier abbé commendataire n’est autre que l’évêque de Limoges, comte et évêque de Beauvais, Charles de Villiers de L'Isle-Adam, nommé par le roi François Ier en 1509. Grand prélat, il rétablit la discipline, restaure les bâtiments et assainit les finances. Mais à sa mort en 1535, l’abbaye retombe en décadence. En 1580, l’abbé d’Arles de Lisy ne parvient plus à faire respecter l’ordre : il abandonne l’abbaye et devient calviniste. Plusieurs moines désertent le lieu à sa suite. L’abbaye est finalement mise sous séquestre par le roi Henri III, qui la donne à la nouvelle congrégation des feuillants qu’il estime. Il donne l’abbaye en commende à Jean de La Barrière, le fondateur de l’ordre, qui établit un nouveau monastère, le couvent des Feuillants, rue Saint-Honoré à Paris. Mais le don n’est exécuté qu’en 1611 à la suite des guerres de Religion. Au XVIIe siècle, les bâtiments ne constituent plus qu’un simple prieuré desservi par des religieux sous la conduite d’un prieur. En 1768, l’abbaye ne compte plus que huit religieux ; en 1790, il ne reste que six prêtres et un frère.
En 1790, Monsieur de Bridelle, le dernier abbé commendataire, ne parvient pas à maintenir le monastère et l’abbaye cesse son activité religieuse. La vente de l’abbaye est décidée, et une estimation des bâtiments est réalisée les 11, 12 et 13 novembre 1790. L’ensemble est alors évalué à 28 405 livres. Elle est déclarée bien national et vendue par adjudication le 26 janvier 1791 à Louis-Nicolas Varlet, un maître drapier, rue Tirechape à Paris, pour la somme de 58 800 livres. Dans la quinzaine suivant l’adjudication, 20 % sont réglés et le solde est versé sur douze ans à 5 % l’an. Le 25 mars de la même année, le dernier moine, dom Nicolas de Sainte-Marie, quitte définitivement le Val pour rejoindre sa famille à Orléans, où il décède en 1807. Les bâtiments deviennent une propriété privée jusqu’à aujourd’hui. Sous l’Empire, par un acte du 19 août 1806, le conseiller d'État Michel Regnaud de Saint-Jean d’Angély échange une maison à Eaubonne contre le domaine de l’abbaye du Val. En 1824, l’ensemble est partagé entre trois propriétaires, MM. Léemans, Bure et Récappé.

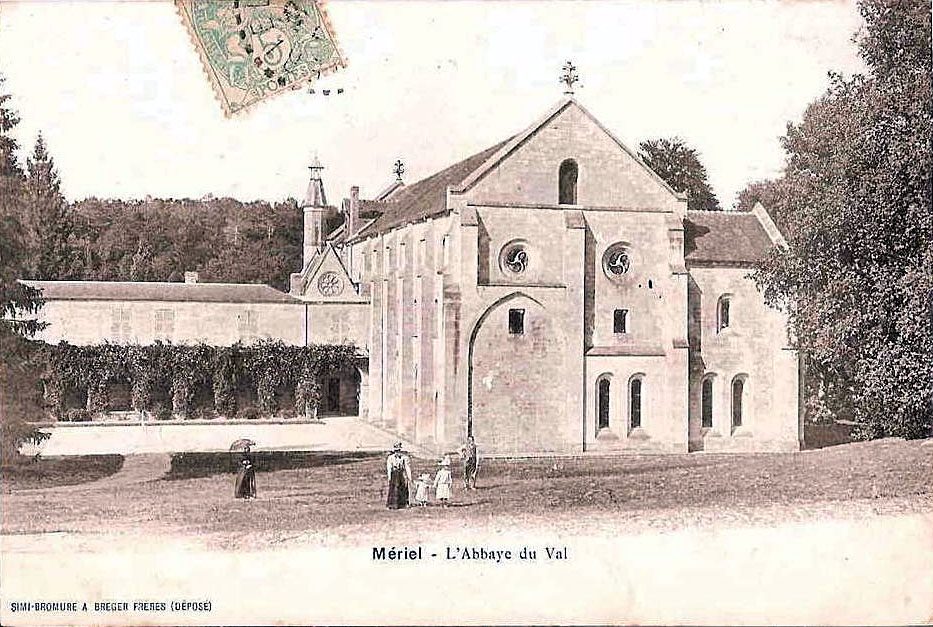
L'abbaye du Val vers 1900.

L’ensemble monastique reste quasiment intact à l’exception de l’église, détruite vers 1822, mais 1845 est une année tragique pour l’abbaye : tous les bâtiments conventuels sont vendus par Maître Isidore Récappé, notaire à Argenteuil, à un promoteur parisien, M. Louis François Puteaux pour la somme de 40 000 francs. L’abbaye est alors transformée en carrière de pierre afin d’édifier les immeubles du quartier des Batignolles à Paris. Le palais abbatial du XVe siècle est détruit, ainsi que trois galeries du cloître et le grand comble du dortoir des moines. Mais l’opération n’est pas rentable à cause des frais de transport, et l’entrepreneur cesse ses démolitions. Le bâtiment des convers n’est plus que ruines ; seul le bâtiment des moines est encore debout, mais dépourvu de toit.
En 1879, une annonce est publiée dans Le Monde Illustré : « Adjudication en la Chambre des notaires de Paris, de l’abbaye du Val, comprenant : maison, ferme, bois, moulin, sources, carrières, 120 hectares, belle chasse » avec une mise à prix fixée à 500 000 francs. En 1886, l’ensemble est racheté par M. Ferdinand Chauchat, conseiller référendaire à la Cour des Comptes, qui consolide ce qui peut encore l’être et commence quelques restaurations. Puis divers propriétaires se succèdent encore. En 1956, M. Robert Pradeaux se porte acquéreur. De 1961 à 1963 de nouvelles restaurations sont effectuées.

## Les bâtiments

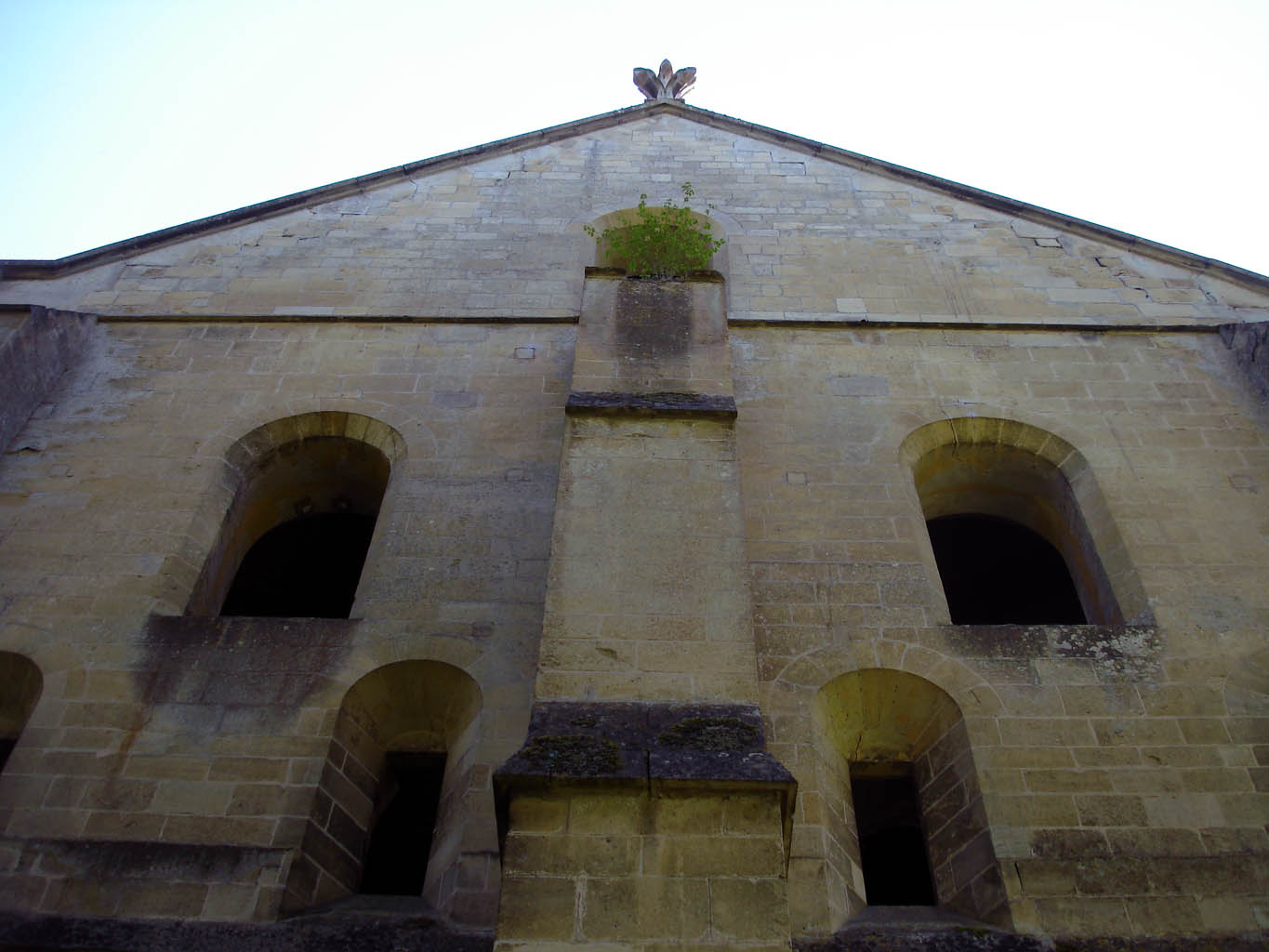
Le pignon nord du bâtiment des moines.

Il subsiste aujourd’hui le bâtiment des moines, la galerie nord du cloître, les restes des bâtiments des convers et de l’église. L’abbaye du Val est classée parmi les Monuments historiques le 19 décembre 1947 et le 8 février 1965. Le domaine sur lequel se trouve l’abbaye est par ailleurs un site inscrit depuis le 21 juin 1950.
Le bâtiment des moines, d’une longueur de cinquante mètres et d’une largeur de treize mètres, a été édifié entre la fin du XIIe siècle et 1230 environ. On y trouve au rez-de-chaussée la salle capitulaire, la sacristie, le parloir et la salle des moines. Toutes les salles sont voûtées sur croisées d’ogives. À l’étage surmonté d’un comble se situe le dortoir des moines. Les salles du rez-de-chaussée étaient originellement situées en contrebas du cloître et accessibles par quelques marches. Le sol initial a été remblayé de 0,80 à 1,40 mètre au XIXe siècle afin de faciliter son usage de grange.

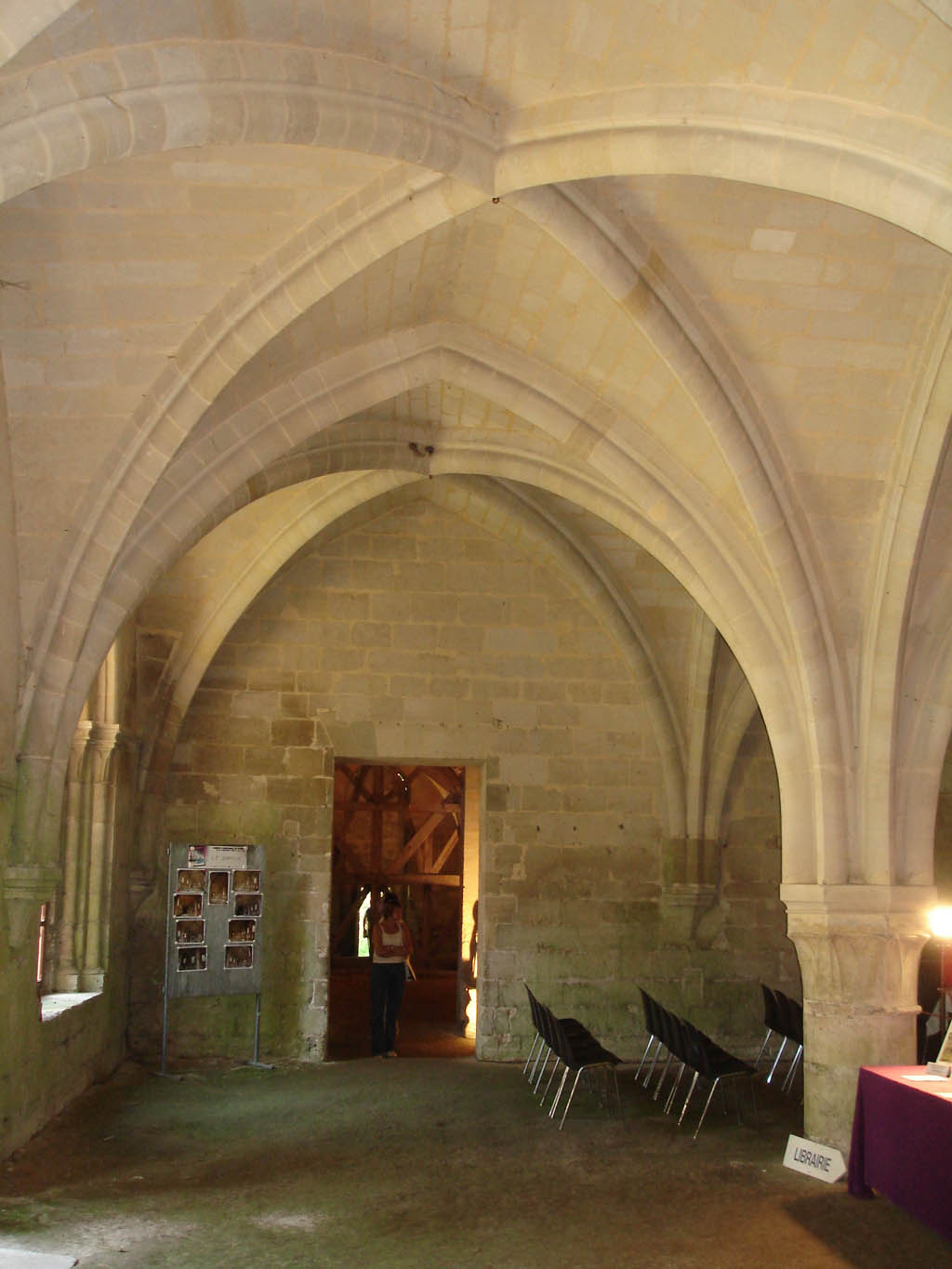
La salle capitulaire.

La salle capitulaire (ou salle du chapitre) est composée de six travées. Elle s’ouvre sur la galerie nord du cloître par une porte encadrée de deux baies. Les trois médaillons qui la surmontent ne datent probablement que du XIXe siècle. En revanche, le passage vers le parloir est un percement moderne.
La sacristie communiquait avec l’église, aujourd’hui disparue. En revanche, le passage entre la sacristie et la salle capitulaire est moderne. Cette longue salle en saillie vers l’est était constituée de deux espaces à l’intérieur de ses trois travées. À son extrémité orientale, une chapelle était le lieu de sépulture des seigneurs de Chambly.
Le parloir faisait également office de passage entre le cloître et le jardin, à l’est. Il est constitué de deux travées, dont les voûtes sont constituées de croisées d’ogives avec des nervures d’arête profilées en amande, de même que les arcs doubleaux. Les arcs et nervures reposent sur des culots aux angles et le long des murs. Le passage vers le cloître est constitué d’une porte ogivale.
La salle des moines était peut-être le lieu où les moines recopiaient ou créaient des manuscrits. C’est une vaste salle de huit travées divisées en deux nefs par une rangée de trois colonnes, similaires à celles de la salle capitulaire. Les verrières sont de nos jours murées, à l’exception d’une seule servant de porte du côté nord.

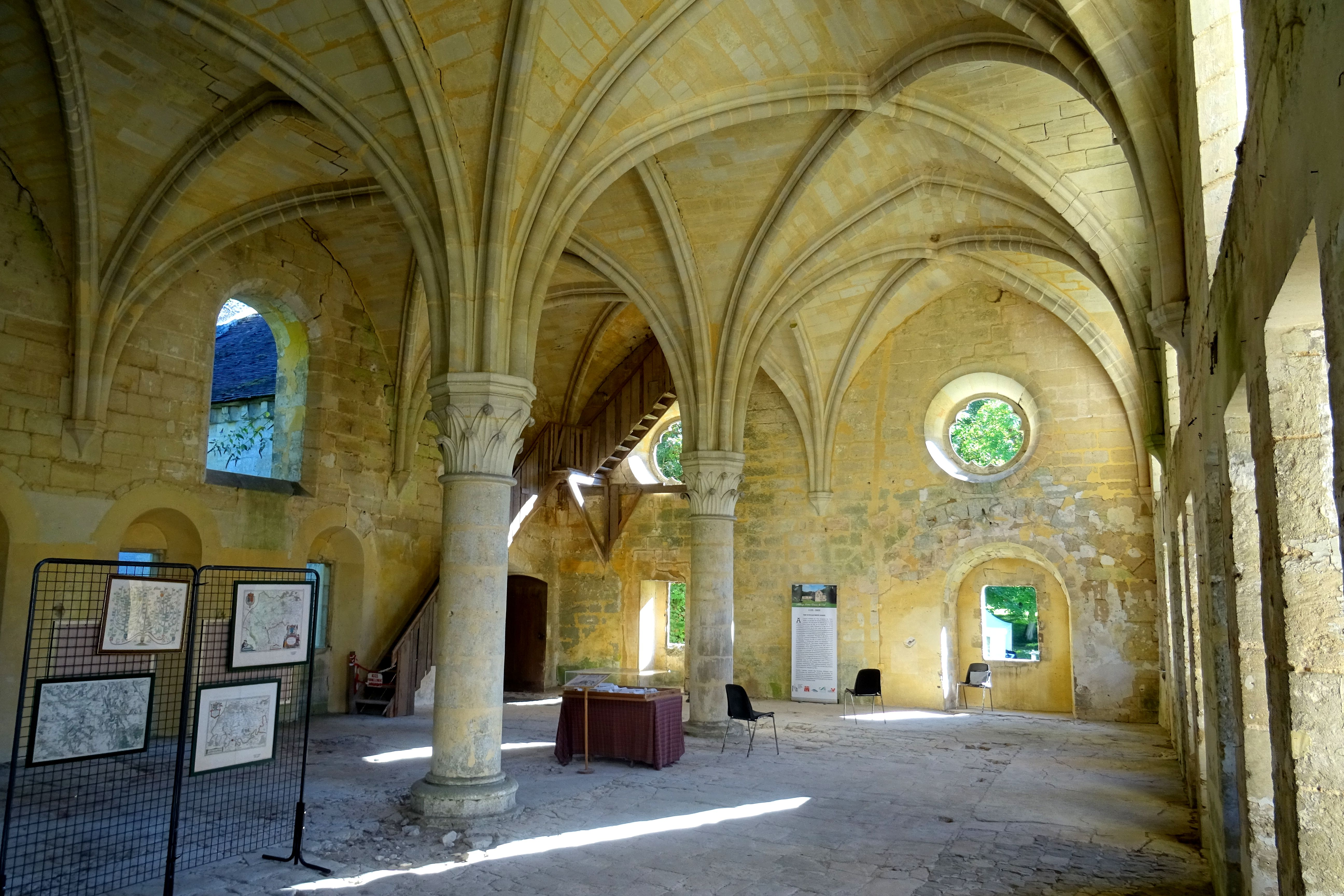
Le dortoir des moines.

À l’étage, le dortoir des moines édifié entre 1200 et 1220 est considéré comme un des plus beaux dortoirs monastiques de France. La longue salle qui occupe la totalité du bâtiment est divisée en deux par une série de huit colonnes à tambours reposant sur une base octogonale, surmontées de chapiteaux figurant des feuilles d’eau ou des crochets. Les dix-huit travées sont voûtées d’ogives. La salle est éclairée par deux niveaux de fenêtres. À son extrémité sud-est, au-dessus de la chapelle et de la sacristie, se situait la chambre de l’abbé, devenue bibliothèque durant le XVe siècle quand ce dernier se fit ériger un logis abbatial contre le bâtiment (aujourd’hui disparu) des frères convers.
La galerie nord du cloître, reconstruite par les feuillants en 1725, est la seule subsistante. Les voûtes d’arête reposent sur de gros piliers carrés du côté du cloître.
Le bâtiment des convers dont il ne reste que quelques pans de murs est parallèle à celui des moines et sensiblement de la même longueur. Il a été reconstruit au XVIIIe siècle par les feuillants sur les fondations du XIIIe siècle.

### Les tombeaux
Saint Bernard interdit les sépultures au sein des abbayes cisterciennes, mais la règle n’est respectée que quelques décennies. Il est de coutume au XIIe siècle que les seigneurs et grands donateurs d’une abbaye s’y fassent inhumer. C’est pour eux l’assurance de prières perpétuelles pour le repos de leur âme et le pardon de leurs fautes. Dès 1161, Ansel Ier de l’Isle, considéré comme le fondateur de l’abbaye, est inhumé dans son l’enceinte, seulement huit ans après la disparition de saint Bernard. Puis, c’est au tour de Laurence de Hainaut, épouse du connétable de France Bouchard V de Montmorency, qui l’y rejoint en 1189. Nicolas de Saint-Mesmin, le dernier moine du Val, dresse en 1741 un inventaire manuscrit des tombeaux présents à son époque, il les décrit comme rivalisant de beauté avec ceux de la basilique Saint-Denis. Néanmoins l’abbaye n’abrite aucune sépulture royale, contrairement à cette dernière.
La plupart des tombeaux se situent dans l’église abbatiale, certains dans le cloître, et quelques-uns se trouvent dans la salle capitulaire. Ils abritent les sépultures des familles nobles de la région, de L’Isle-Adam, Villiers, Montmorency, Saunier, Néelle, Vallangoujard, Chambly, Méry, Trie, Neaufles, Aunay, Roussy, Beaujeu….

### Le parc

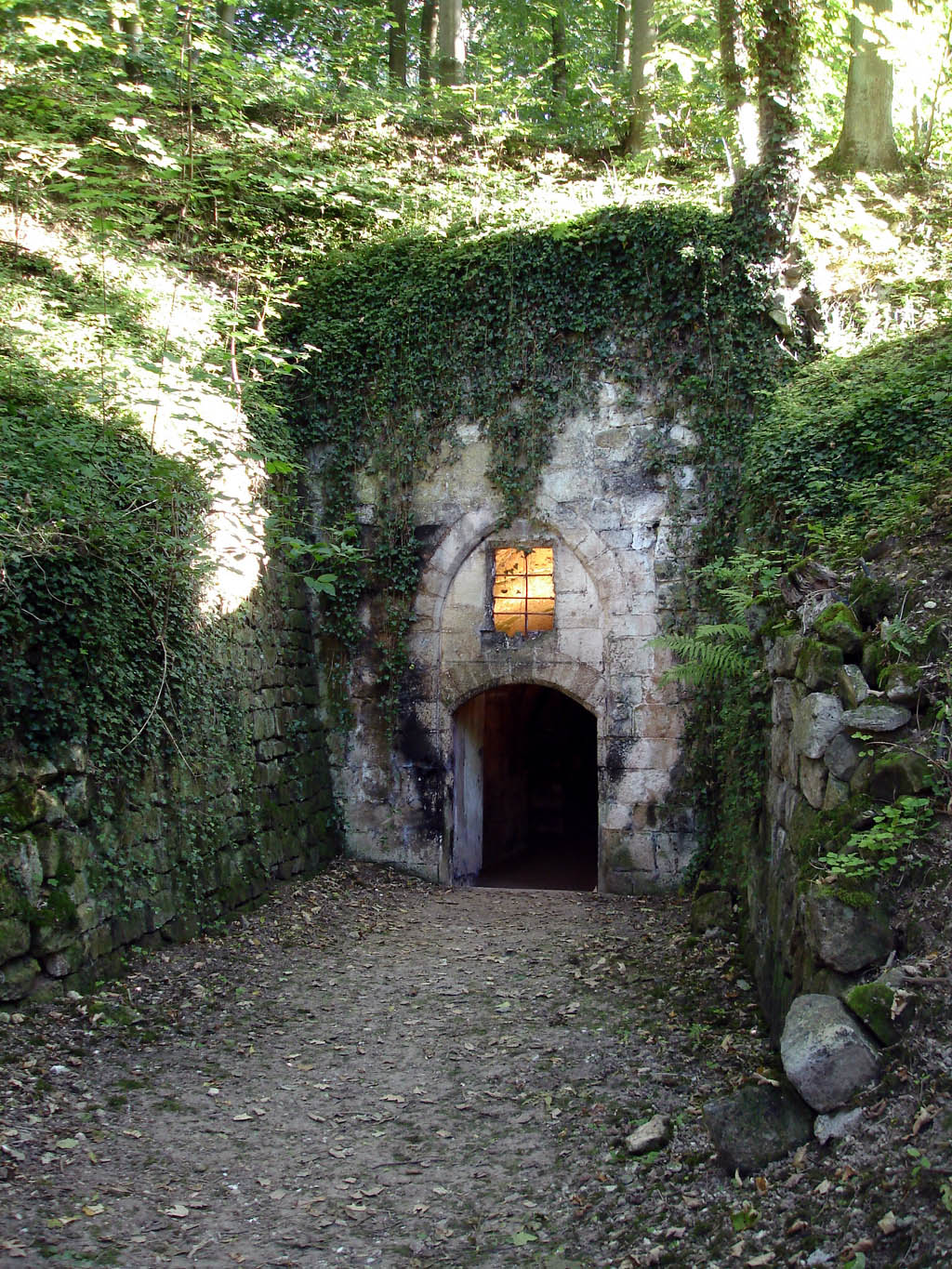
L’entrée du cellier, ancienne carrière de pierre.

Dans le parc, on peut en outre remarquer d’anciennes carrières, ouvertes par les moines blancs. Lorsque Dreux Buffé, seigneur de Méry, leur offrit une carrière à ciel ouvert, plus vaste, située à environ un kilomètre de là en 1156, elles furent abandonnées, puis réaménagées en celliers et glacière au XIIIe siècle. Un document manuscrit de 1643 précise que le cellier sud-est était aménagé en cave à vin. Le cellier sud-ouest, aujourd’hui aménagé en salle des tombeaux, communique avec une glacière. Cette dernière, de forme sensiblement carrée avec ses parois constituées de roches et de pierres appareillées, est profonde de six mètres. Sa partie supérieure débouche à l’air libre au-dessus de la colline.
La porterie était l’entrée principale de l’enclos monastique. Il n’en reste qu’un pan de mur du XVIIIe siècle comportant une porte charretière et une porte piétonne avec un fronton triangulaire. L’ensemble a été restauré en 1990.
Le moulin implanté au XIIIe siècle sur une dérivation du ru du Vieux-Moutier n’est plus qu’une ruine dont il ne subsiste que le pignon nord à contreforts.
À proximité du domaine de l’abbaye du Val, se trouve le moulin de Stors appelé aussi moulin Perrot, construit par les moines de l’abbaye du Val au début du XVIe siècle.

## Préservation et mise en valeur

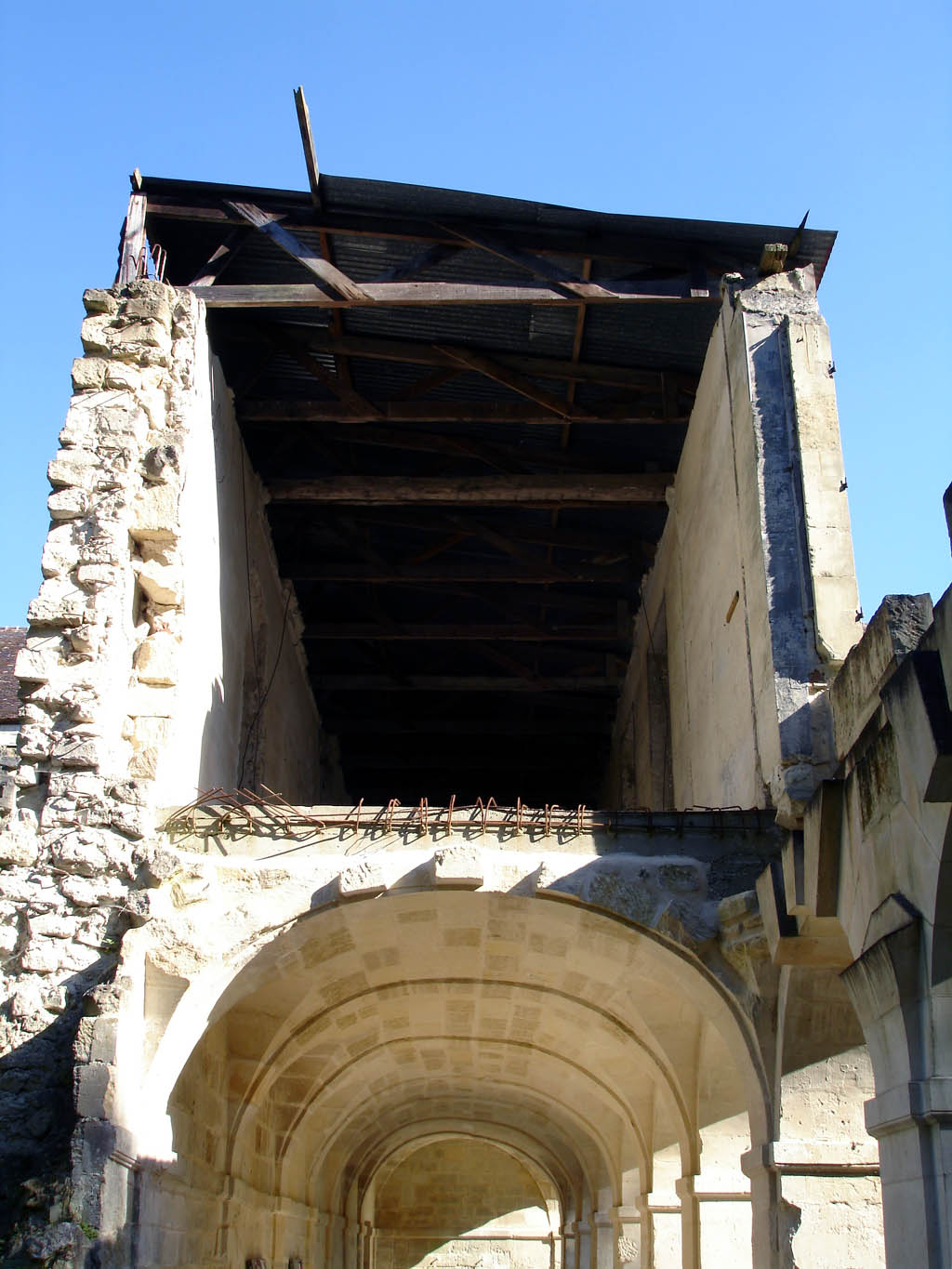
Les travaux de restauration sur la galerie nord du cloître.

Le 19 novembre 1988 est fondée l’association des amis de l’abbaye Notre-Dame du Val qui a pour but d’étudier l’histoire du lieu, faire revivre une activité culturelle, restaurer et entretenir le site. Elle publie une revue semestrielle envoyée à ses 350 adhérents. Des concerts, expositions et conférences sont en outre proposés régulièrement. Le 14 novembre 2000 démarre la première phase de restauration de l’ensemble. Celle-ci concerne d’abord la galerie nord du cloître, avec reconstruction de deux arcades disparues. Plusieurs autres tranches de restauration sont prévues, dont le dortoir des moines, en cours de restauration en 2008.
L’abbaye du Val est ouverte à la visite uniquement pour les groupes sur rendez-vous auprès de l’association des amis de l’abbaye. Elle n’est ouverte aux visites individuelles que lors des journées du patrimoine ou lors de concerts.

## L’abbaye dans la musique
Le clip de la chanson Je te rends ton amour, de l’album Innamoramento de Mylène Farmer, a été tourné à l’abbaye du Val en juin 1999 et réalisé par François Hanss,.
Le clip Gabriel de l’album Entre deux mondes… En équilibre de la jeune chanteuse Najoua Belyzel y a aussi été tourné.

### L'abbaye Notre-Dame du Val au cinéma et à la télévision
Plusieurs films ou clips ont été tournés à l'abbaye :
- La fin du drame de 1952 de René Clément, Jeux interdits se déroule dans les dortoirs;
- En 1953, l'abbaye accueille le tournage de Cet homme est dangereux de Jean Sacha ;
- En 1996, de jeunes comédiens investissent l'abbaye pour la série Nos plus belles vacances ;
- En 2005, c'est le tour des Rois Maudits de Josée Dayan.

### Sources et bibliographie
: document utilisé comme source pour la rédaction de cet article.
- Marcel Aubert, « L'Abbaye du Val », Congrès archéologique de France, Paris, Société archéologique de France / A. Picard, vol. 103 « 103e session tenue en Île-de-France en 1944 »,‎ 1945, p. 111-117 (ISSN 0069-8881)
- Serge Foucher, L'abbaye du Val à Mériel et ses tombeaux disparus, Éditions du Valhermeil, 1989, 69 p.
- Serge Foucher, Notre-Dame du Val, abbaye cistercienne en Val-d'Oise, Éditions du Valhermeil, 1996, 28 p.
- Serge Foucher, Notre-Dame du Val, abbaye cistercienne en Val-d'Oise, Éditions du Valhermeil, 1998, 290 p.
- Ferdinand de Guilhermy, Inscriptions de la France du Ve siècle au XVIIIe : ancien diocèse de Paris : tome 2, Paris, Imprimerie nationale, coll. « Collection de documents inédits sur l'histoire de France publiés par les soins du ministre de l'Instruction publique », 1880, 750 p. (lire en ligne), p. 379-393
- Hérard, « Notice sur l'abbaye Notre-Dame du Val, commune de Mériel », Commission des antiquités et des arts du département de Seine-et-Oise, Versailles, vol. 9,‎ 1889, p. 164-200 (ISSN 1146-9994, lire en ligne)
- « Val-d'Oise abbayes cisterciennes », Notre histoire, no 34 (hors-série),‎ septembre 1990